# Robert Le Gall (musicien)
Pour les articles homonymes, voir Le Gall et Robert Le Gall.
 (novembre 2023).
Robert Le Gall, né le 27 octobre 1952 à Brest, est un compositeur-arrangeur-multi-instrumentiste. Il fut l'un des leaders du groupe breton Gwendal puis guitariste et directeur musical d'Alan Stivell de 1995 à 1998. Avec Gwendal, il obtient le grand prix de l'Académie Charles-Cros 1990.
Il accompagne sur scène des artistes comme Florent Pagny, Nolwenn Leroy, Hugues Aufray, Murray Head, Michel Delpech, Roberto Alagna, Soldat Louis, Nana Mouskouri, Sylvie Vartan...
En 2002 il devient l'arrangeur et directeur musical du méga-show Georgian Legend produit par Gérard Louvin et TF1.

## Biographie
- Si vous ne connaissez pas le sujet, laissez ce bandeau (vous pouvez alors contacter les auteurs).
- Si vous supprimez le contenu mis en cause (vous pouvez préalablement contacter les auteurs),

argumentez précisément cette suppression dans la page de discussion
(un manque de référence n'est pas un argument ; une recherche réelle de référence doit avoir été effectuée, être formellement documentée).
Cadet de trois frères, il entame à sept ans une formation de violoniste au conservatoire et découvre la musique baroque et  musique classique (J.S Bach, Vivaldi, Beethoven. L'arrivée de la musique pop, (Jimi Hendrix, Beatles, Frank Zappa) est un bouleversement musical chez les jeunes. Ses parents lui offrent alors une guitare, avec laquelle il cherche à reproduire les chansons des groupes anglais de l’époque.
En 1967 avec des amis il crée un trio où il joue à la basse des reprises de Jimi Hendrix. Il se marie à 18 ans et part à Nantes. Puis il suit à Laval le groupe "Les Shouters" avec lequel il fait ses premières armes en studio en 1975 grâce au producteur régional Jean Foucher. Avec Paul Faure il arrangera et réalisera ainsi plusieurs albums d'artistes régionaux.
En 1980, Daniel Hamelin crée à Laval en 1980, la première radio décentralisée de Radio France. Robert Le Gall a l’opportunité de composer indicatifs et jingles pour Radio France Mayenne. Bernard Foulquier lui confie ensuite l’habillage sonore de l’émission Le téléphone sonne de France Inter, et quelques années plus tard l’habillage entier de Radio France internationale (RFI). 

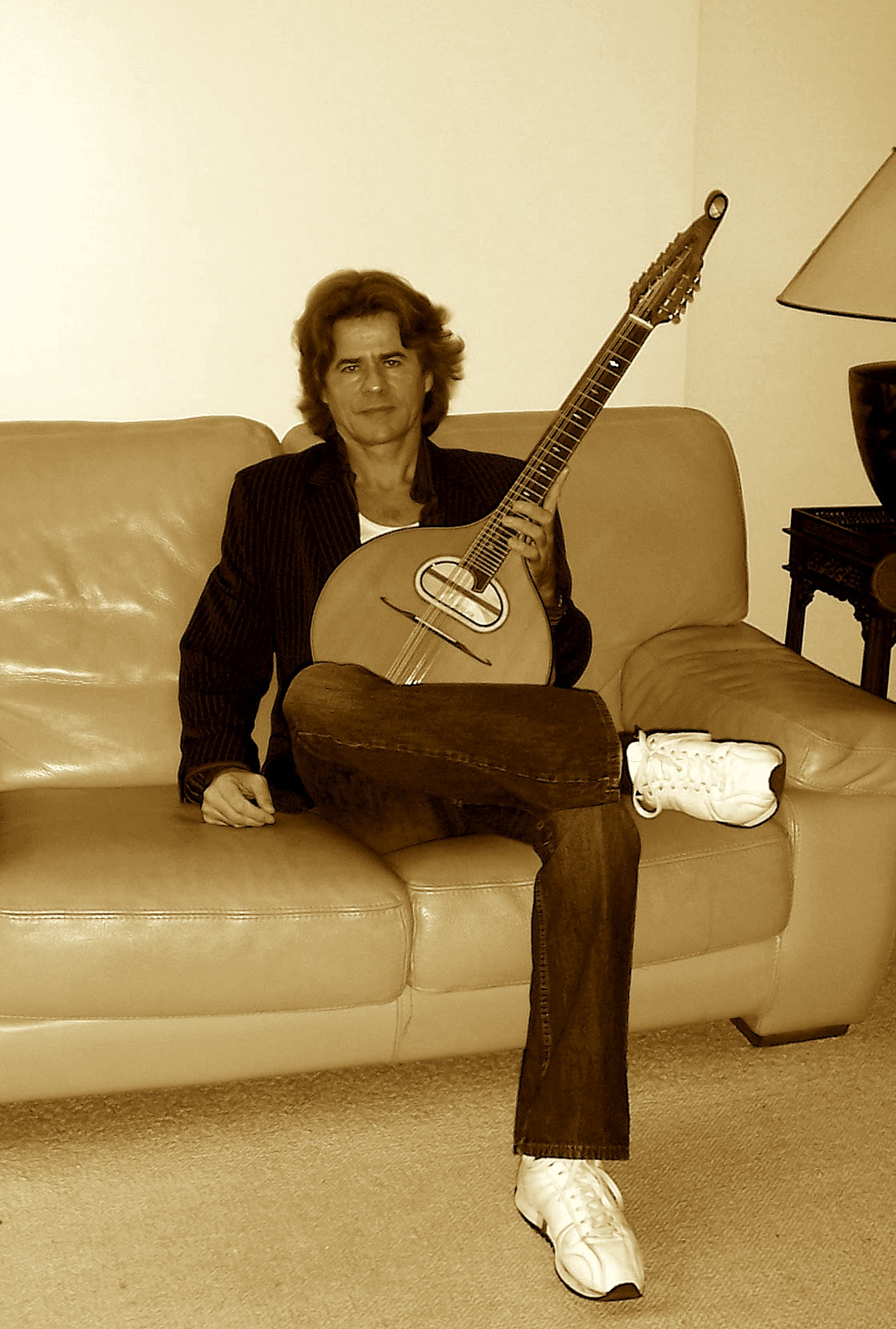
Robert Le Gall en 2007

En 1982, pour une session d’enregistrement de l'album "Schklong" d'Yvon Etienne, dont il est l'arrangeur et compositeur des chansons, avec Paul Faure, depuis 1977, il fait appel à Youenn Le Berre, un ami d'enfance alors membre du groupe Gwendal. Les deux amis restent en contact. Ils se retrouveront la même année sur l'album concept instrumental " Casanova", et dans le courant de l’année 1983, Youenn lui demande d’intégrer le groupe. Durant plusieurs années, Gwendal arpente les routes espagnoles.
En 1984, Robert Le Gall s’installe à Paris. Zizi Jeanmaire chante un texte de Valentine Petit sur une musique de Robert arrangée par Maurice Vander dans le répertoire du spectacle qu’elle donne aux Bouffes Parisiens.
En 1985, Tony Bonfils écrit et réalise l’album d’Anna Baum. Trois semaines à l’espace Européen sont nécessaires à la promotion de l’artiste, Tony préfère tenir la baguette et demande à Robert de jouer la basse. 
En 1990, il reçoit en collaboration avec Youenn Le Berre Leader du groupe, le grand prix de l'Académie Charles-Cros pour récompenser la création de l'album Glen River de Gwendal. Il accompagne dès lors des artistes de variétés tels que Sylvie Vartan, Philippe Lavil, et il rejoint le groupe Soldat Louis durant environ trois ans.
En 1993, Robert Le Gall séjourne plusieurs mois à Barcelone pour produire artistiquement des groupes espagnols de musique traditionnelle et de rock dont Juegos Amargos. Lors d’un concert de Gwendal à Madrid qui attirera 17 000 personnes, Robert Le Gall sympathise avec Alan Stivell. Alan fait appel à lui pour diriger son équipe de 1995 à 1998. Robert Le Gall produit plus tard 4 titres de l’album An Douar et joue pour le concert Bretagnes à Bercy.
En 1998, il rencontre Hugues Aufray. Durant trois ans, Robert accompagne le chanteur sur les scènes françaises et continue de participer à des spectacles donnés dans la capitale. Il rencontre également le groupe Manau, avec lequel il enregistre 4 albums.
En 1999, il rencontre André Manoukian lors de l’enregistrement du dernier album de Gilbert Bécaud sur lequel il joue sept instruments. André fait participer Robert à un certain nombre de ses réalisations dont un album avec la chanteuse Malia.
En 2000, Il participe, en tant que multi-instrumentiste, à la comédie musicale Tristan et Iseut de Jacques Berthel, composée par Marc Demelemester et produite par Pierre Cardin. En 2001, il écrit les arrangements et réalise l’album du spectacle Georgian Legend, produit par Gérard Louvin et TF1. Le CD devient disque d'or après cinq semaines de spectacle au Palais des congrès et part ensuite en tournée.
En 2002, Lucien Dinapoli lui propose de participer aux tournées internationales de Nana Mouskouri, en tant que violoniste, mandoliniste, guitariste. Quatre ans de concerts dans les théâtres et opéras des États-Unis, Canada, Australie, Asie, Royaume-Uni et Europe du Nord.
En 2004, il participe au spectacle de Vincent Malone, le Roi des Papas, à la Grande Halle de La Villette, et concerts dans la France entière.
En 2005, il rencontre Jean Patrick Teysseire producteur de Gold, Julie Pietri, qui lui demande de réaliser trois albums instrumentaux pour la collection JET – LAG.
En 2006, il participe au concert Le Grand Rex avec Michel Delpech. Enregistrement d’un DVD en live avec 13 invités dont Alain Souchon, Julien Clerc, Bénabar, Alain Chamfort, Christophe. À la suite de ce concert, Michel Delpech lui offre de l’accompagner sur une tournée qui durera trois ans.
En 2007, il rencontre Yvan Cassar qui lui offre, sur les conseils de Claude Engel, de participer à l’enregistrement d’un album du grand ténor Roberto Alagna. Dans la même année, le chanteur anglais Murray Head fait appel à Robert qui l’accompagne aussi bien en duo qu’avec la formation anglaise dont Phil Palmer est le guitariste.
En 2008,  il accompagne Roberto Alagna en concert, avec Yvan Cassar à la direction, Claude Engel, Laurent Vernerey, Nicolas Montazeaud, Lionnel Suarez.
En octobre 2008, André Manoukian propose à Robert Le Gall d’accompagner Gaétane Abrial en première partie du spectacle d’Élie Sémoun à l'Olympia et dans les Zéniths de Province.En 2009, il accompagne Michel Delpech, Roberto Alagna, Murray Head, Hugues Aufray, Nana Mouskouri. Il rencontre Jean-Yves D'Angelo et collabore sur des réalisations musicales.

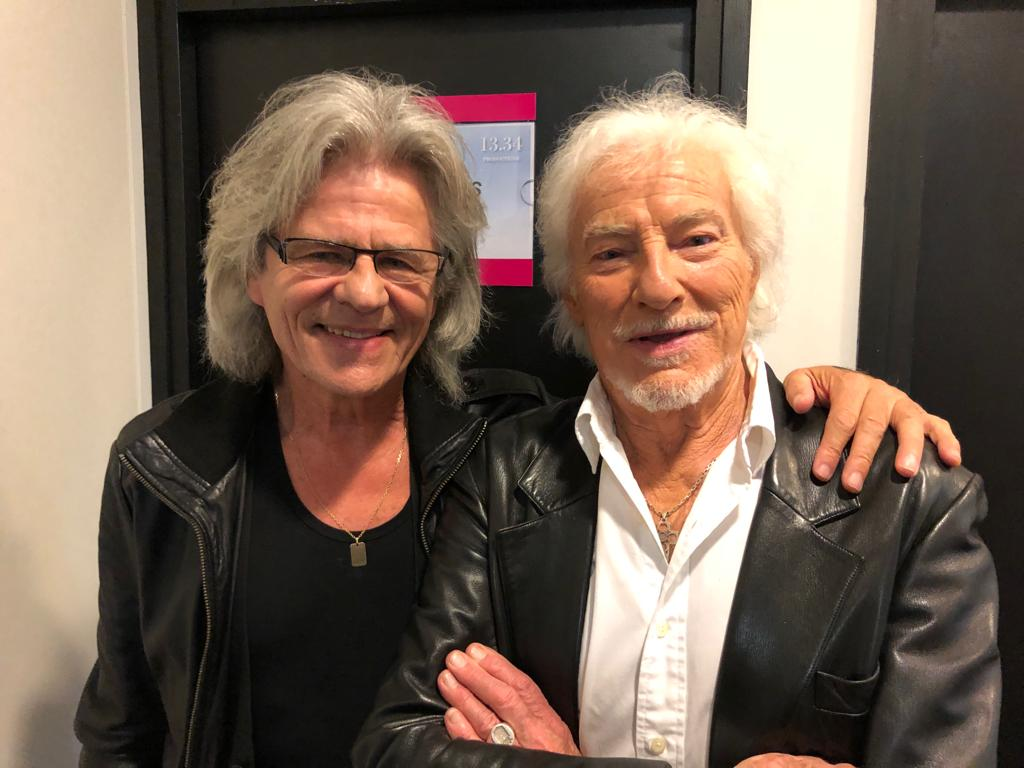
Hugues Aufray et Robert le GALL

En 2010, il participe à la tournée de Michel Delpech, à la tournée des Zéniths spéciale "Luis Mariano" avec Roberto Alagna. Puis suivent les concerts de Murray Head, les show cases de Nolwenn Leroy.
En 2011, tournée de Nolwenn Leroy, enregistrement de Pasión avec Roberto Alagna, arrangements et enregistrement de l'album dédié à Brassens  interprété par  Lily Dardenne. En 2012, il rencontre Charles Berling dont il assure la direction musicale sur les concerts consécutifs à la sortie de l'album Jeune Chanteur. Il démarre une nouvelle tournée avec Nolwenn Leroy et réalise la direction musicale de l'Olympia 2012 d'Alan Stivell.
En 2014, il est musicien pour l'émission consacrée à Florent Pagny sur France 2, avec lequel il part en tournée jusqu'à la mi-août 2015.
2020 : Réalisation d’un album solo, dans lequel participent de nombreux invités dont Simon Phillips, batteur du groupe Toto, Nolwenn Leroy, Alan Stivell. Sortie prévue en 2025.
Il écrit aujourd’hui les arrangements de 6 titres du futur album de son ami Hugues Aufray dans lequel participe une chorale d’enfants de Saint Etienne dirigée par Christian Didier.

## Discographie

### Gwendal
- 1983 : Locomo
- 1985 : Danse la musique
- 1989 : Glen river
- 1995 : Pan Ha Diskan

### Solo
- 2007 : Barcelona
- 2007 : Athens
- 2007 : Lisbonne

### Georgian Légend
- 2002 : Samaïa - Arrangements-Direction musicale
- 2003 : DVD - Arrangements-Direction musicale

### Autres
- 1998 : 1 Douar - Production artistique : Alan Stivell
- 2011 : Lily Dardenne CD Brassens "Retouches" - Arrangements
- 2015 : Arrangements de l’album : La Mer est Immense des Marins d’Iroise avec la participation de Muray Head, Hugues Aufray, Gilles Servat, Tri Yann, Trio E.D.F.
- 2016 : Arrangements de cordes et vent, direction d’orchestre sur l’album An erc’h Kentan de Ronan Lebars.
- 2019 : Arrangements de cordes et vent, direction d’orchestre sur l’album Strink Mor